# Esma Can
Esma Can (1979 – 1999) è stata una sollevatrice turca, campionessa europea a Siviglia nel 1997, che ha gareggiato nelle categorie dei pesi mosca e pesi gallo.

## Carriera
Iniziò l'attività internazionale nel 1994, agli europei giovanili di Lubiana, dove vinse la medaglia d'argento, e agli europei senior di Roma, dove non concluse la gara.
Nel 1996 e nel 1997 conquistò due medaglie d'oro ai campionati mondiali juniores di Varsavia e di Città del Capo, nonché da senior una medaglia di bronzo agli europei di Praga del 1996 nella categoria dei pesi mosca e una d'oro agli europei di Siviglia del 1997 nella categoria dei pesi gallo. Sempre da senior, partecipò a una sola edizione dei campionati mondiali, a Istanbul nel 1994, dove si piazzò ottava.
Morì suicida nel 1999 all'età di 19 anni, in circostanze che non furono mai del tutto chiarite.